# Lunner
Lunner è un comune norvegese della contea di Akershus.